# Lampetis polymorpha
Lampetis polymorpha es una especie de escarabajo del género Lampetis, familia Buprestidae. Fue descrita científicamente por Théry en 1946.